# Tour de Mayrègne
La tour de Mayrègne est un bâtiment situé à Mayrègne, en France.
Il fait l'objet d'une protection au titre des monuments historiques.

## Localisation
La tour est située dans le département de la Haute-Garonne, dans le Luchonnais, en vallée d'Oueil, en bordure nord-ouest du village de Mayrègne.

## Historique
La tour qui remonte au XVe siècle demeure le seul témoin d'une maison forte dont elle représentait, à l'époque moderne, le logis.
L'édifice et ses abords sont inscrits au titre des monuments historiques le 26 juillet 2007.

## Architecture
La tour, massive et de forme carrée, présente encore quelques éléments de défense : une bretèche au sud et deux meurtrières, côtés ouest et sud.
Une fenêtre géminée orne le côté ouest.

## Galerie de photos

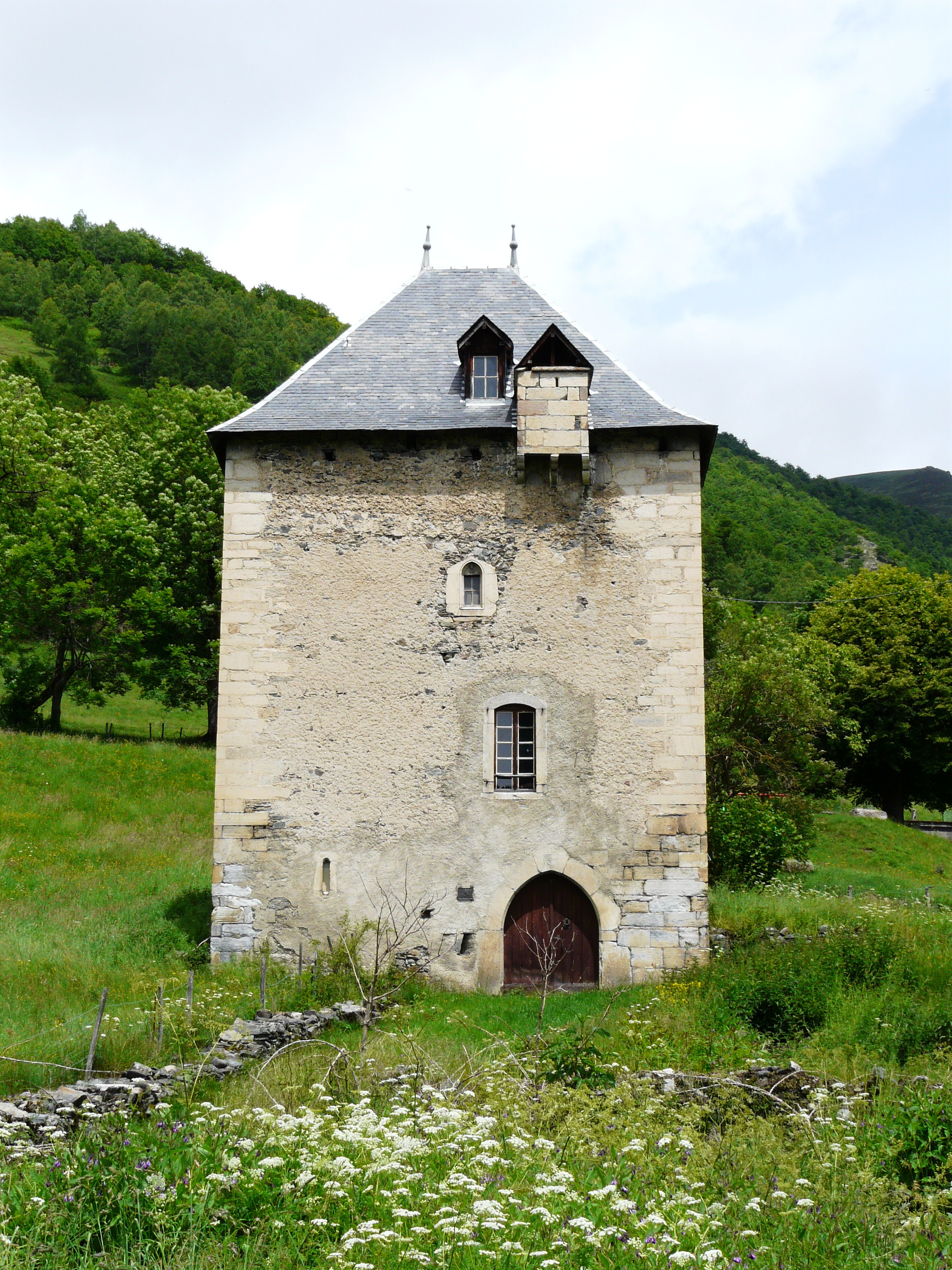
Le côté sud de la tour.
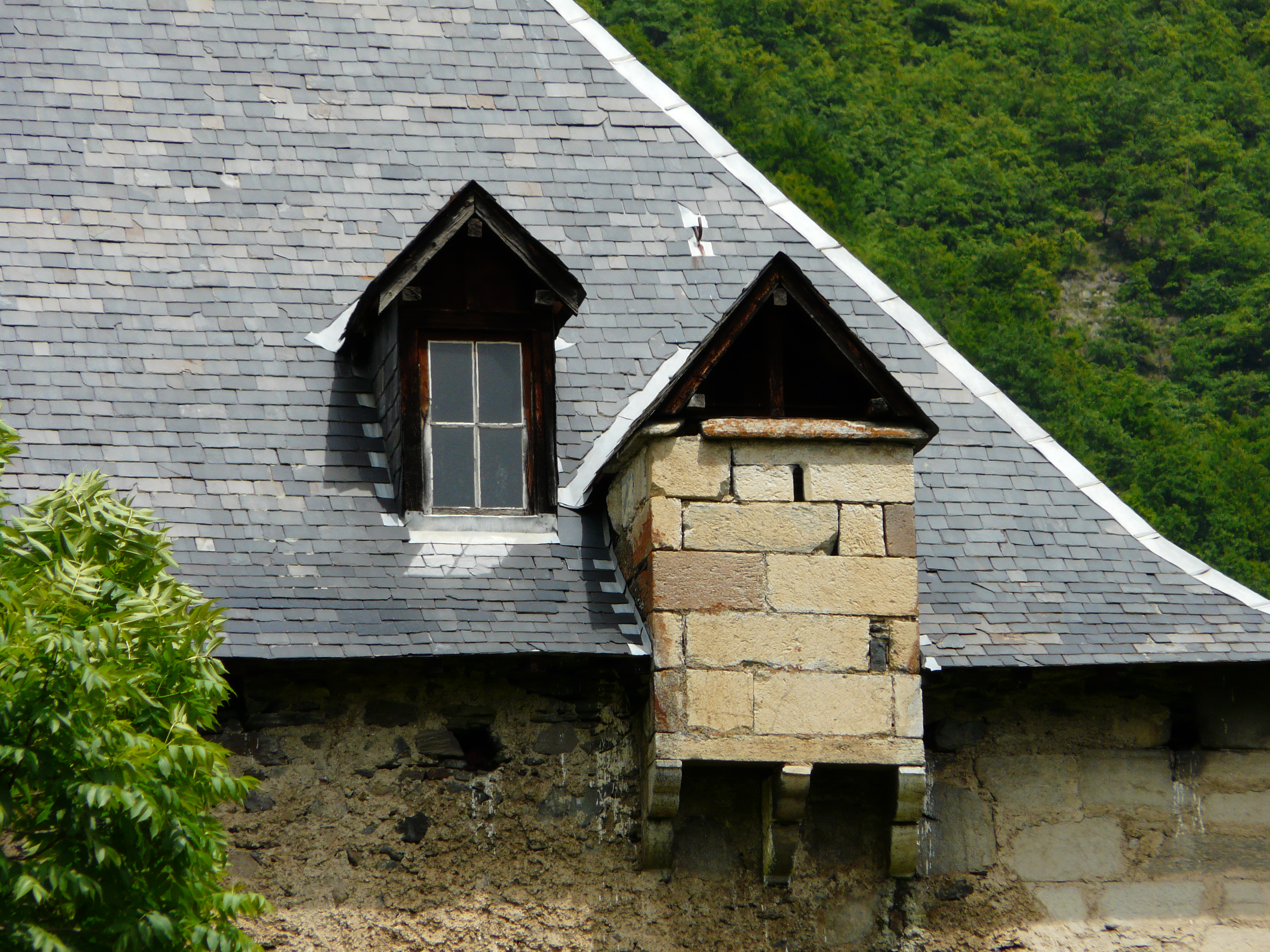
La bretèche.
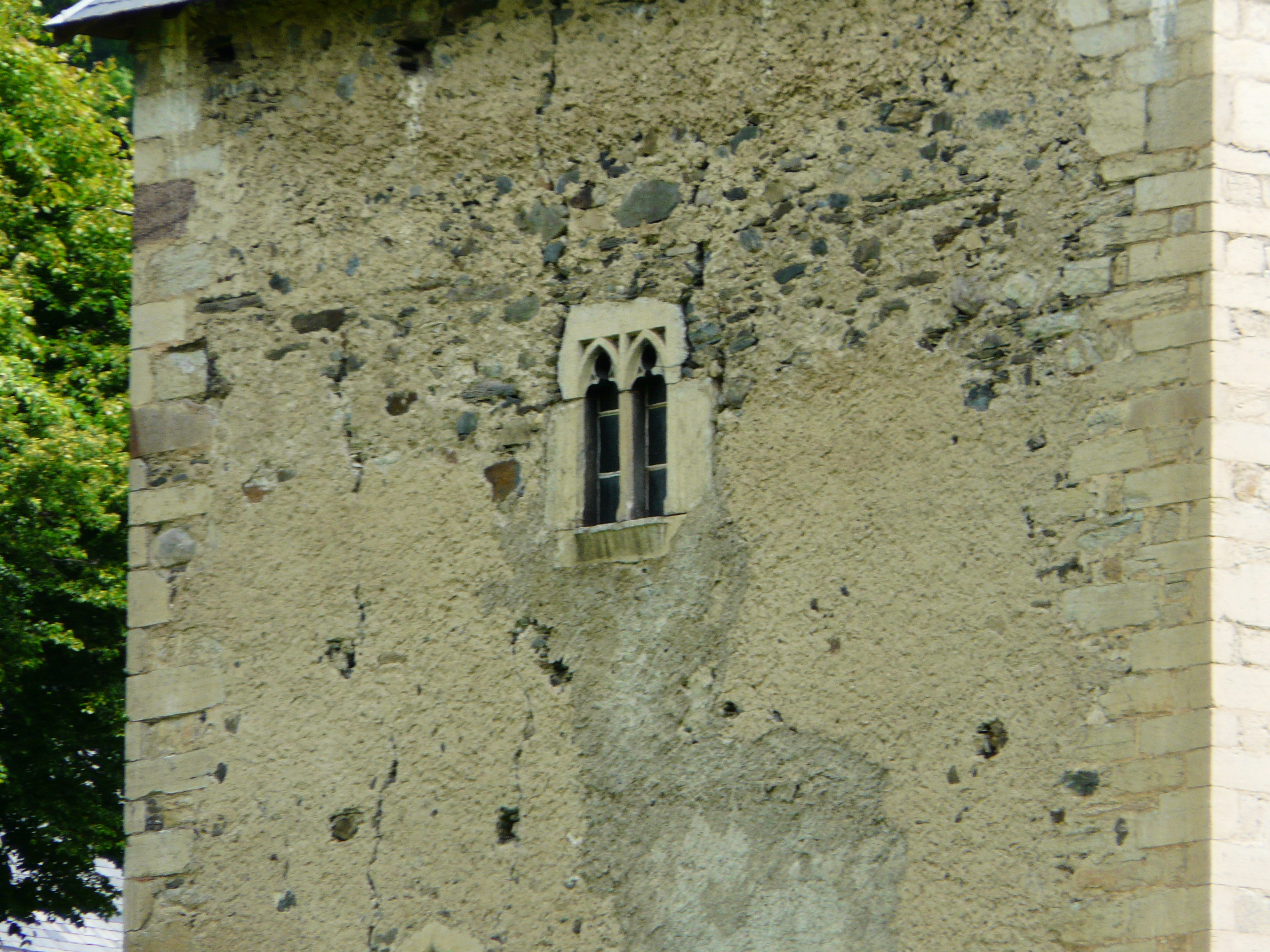
Fenêtre géminée à l'ouest.
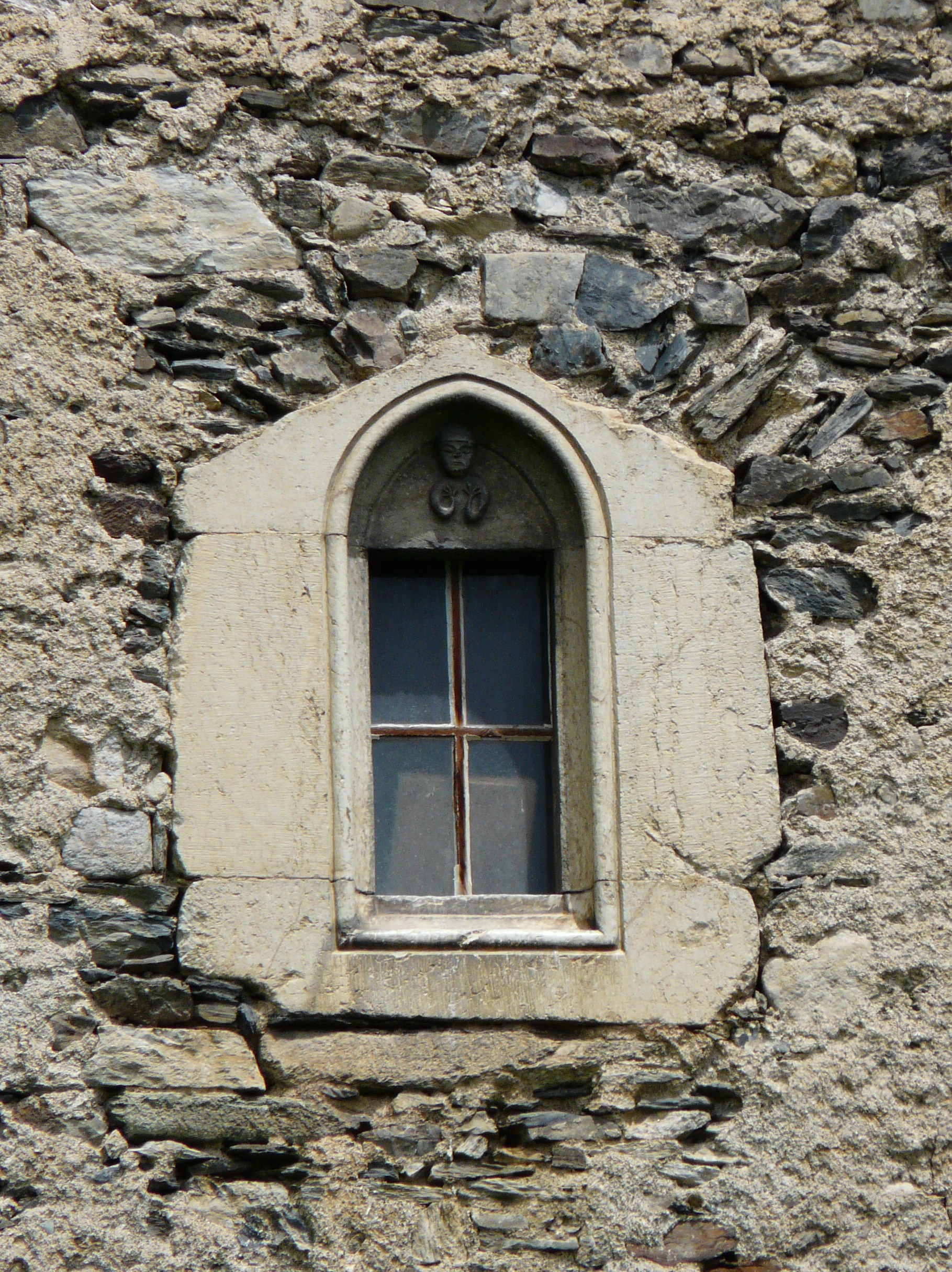
Fenêtre décorée au sud.